# Holba (jednotka)
Holba je stará jednotka objemu užívaná pro kapaliny. Výraz pochází z německého slova halbe, polovina. V Čechách prý neurčité hodnoty, podle některých zdrojů se jedná o ekvivalent jedné poloviny pinty.
Jiné zdroje nicméně uvádějí, že jde o objemovou míru 0,775 l.

## Na Slovensku
- její původní hodnota na Slovensku činila: 1 holba = 0,8484 litru
- od roku 1848 byla její hodnota uzákoněna takto: 1 holba = 0,8333 litru = 2 žajdlíky = 0,5 pinty = 1/32 víka = 1/64 okovu (merice) = 1/128 gbelu
- na východním Slovensku je uváděna hodnota: 1 holba = 1,273 litru = 0,1 gbelu